# Brownell
Brownell – miasto w Stanach Zjednoczonych, w stanie Kansas, w hrabstwie Ness.